# Hippocentrum inappendiculatum
Hippocentrum inappendiculatum är en tvåvingeart som först beskrevs av Jacques-Marie-Frangile Bigot 1858.  Hippocentrum inappendiculatum ingår i släktet Hippocentrum och familjen bromsar.
Artens utbredningsområde är Gabon. Inga underarter finns listade i Catalogue of Life.